# San José de Bocay
San José de Bocay est une municipalité nicaraguayenne du département de Jinotega au Nicaragua.